# Заговор Маджоне

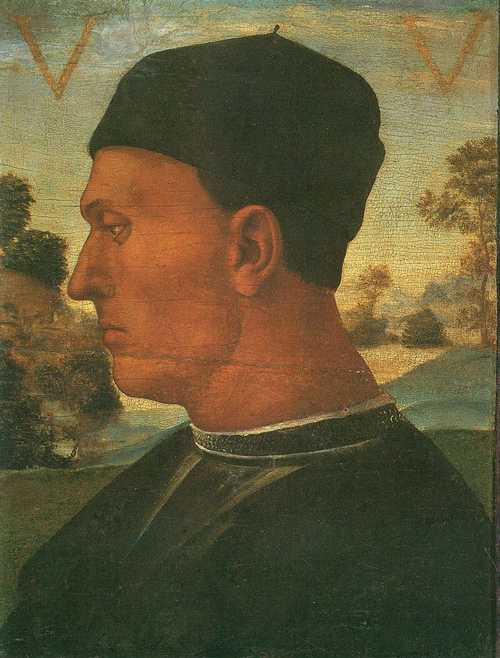
Вителлоццо Вителли — один из главных вдохновителей заговора.

Заговор Маджоне (итал. La Congiura di Magione или итал. La Dieta di Magione) — заговор против Чезаре Борджиа, организованный мелкими синьорами городов Центральной и Северной Италии с целью сохранить свои владения, помешать расширению территории Папской области и найти себе более сильных покровителей для дальнейшей нейтрализации Борджиа. Он был составлен 9 октября 1502 года в местечке Маджоне. Из-за недоверия друг к другу и неуверенности в действиях участники заговора потерпели неудачу, и почти все из них были казнены по приказу Борджиа.

## Предыстория
- К 1500 году в Италии сложилась новая политическая ситуация. Власть папы Александра VI и его сына Чезаре Борджиа по прозвищу Валентино, который стоял во главе армии отца, начала распространяться на территорию всей папской области.
- Семья Орсини, более всех остальных находившаяся в противостоянии с папой римским, была военно ослаблена поражением Фердинанда II в Неаполе.
- Некоторые правители, такие как Джанпаоло Бальони, Вителлоццо Вителли и Оливеротто да Фермо, перешедшие на службу к Чезаре Борджиа, продолжали осуществлять власть над областями Марке и Умбрия, притом замечая, что их самостоятельность всё больше ставится под угрозу.
- Между 1500 и 1502 годами, благодаря военным операциям и помощи своих союзников-кондотьеров, Чезаре Борджиа смог захватить Романью и часть Марке, одновременно вызывая серию других сражений в Тоскане посредством Вителлоццо Вителли. Экспансионистская политика Чезаре начала беспокоить его союзников, которые боялись потерять свои владения в виду стремительного расширения территории Папского государства.

После падения Урбино 21 июля 1502 года стало очевидно, что дальнейшие действия Борджиа будут сосредоточены на Перудже, Сиене и Болонье.
Такая ситуация заставила членов рода Орсини, чьей римской ветви уже угрожали Борджиа, объединить остальных правителей Центральной и Северной Италии для организации заговора против Чезаре Борджиа.

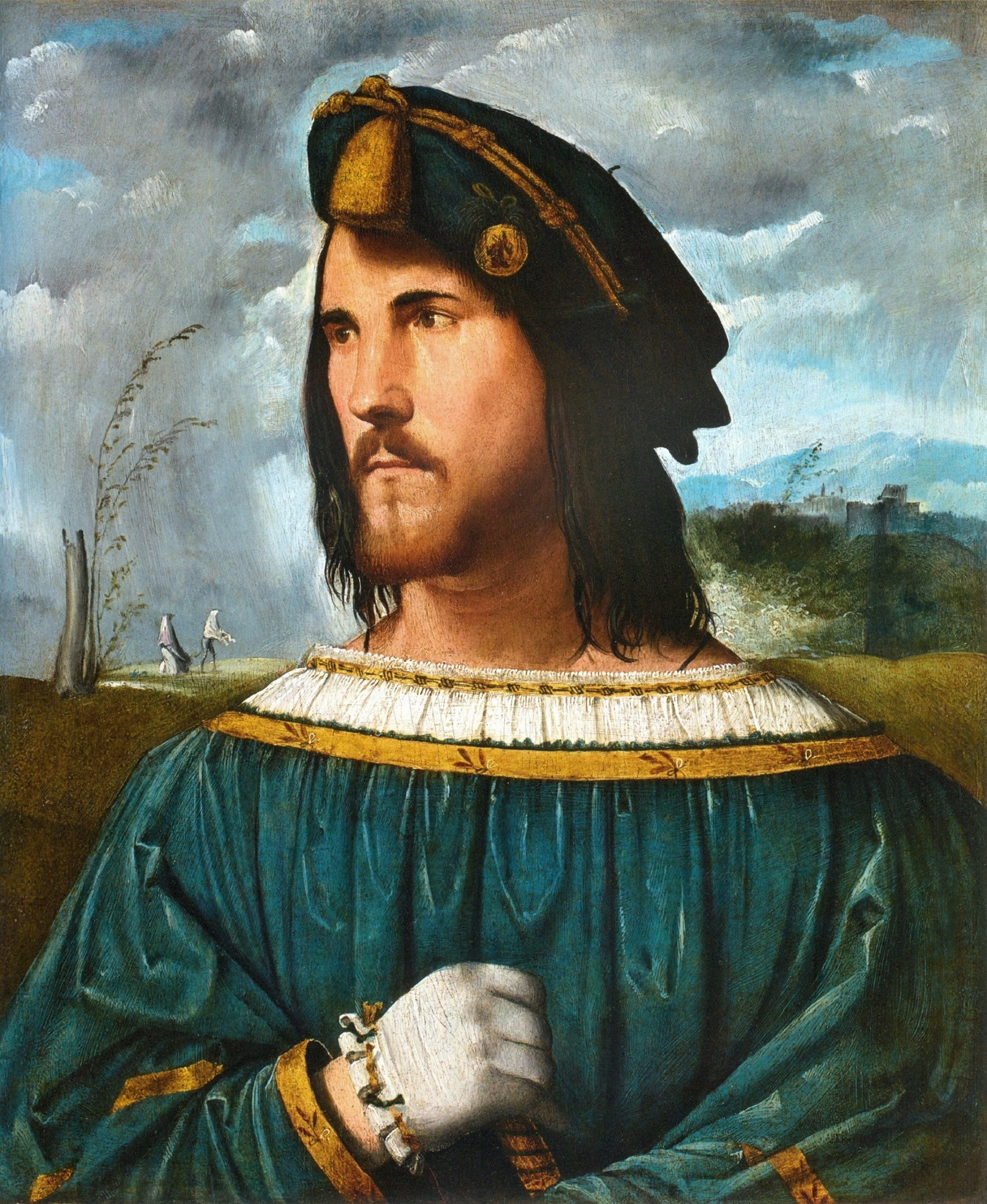
Чезаре Борджиа жестоко расправился с мятежниками, угрожавшими его планам.

## Участники
- Кардинал Джованни Баттиста Орсини[итал.], Паоло и Франческо Орсини
- Джанпаоло Бальони, синьор Перуджи
- Гвидо Печи и Антонио Джордано[итал.] (да Венафро), министр Пандольфо Петруччи, правителя Сиены
- Эрмес Бентивольо, сын Джованни II, правителя Болоньи
- Вителлоццо Вителли, синьор Читта-ди-Кастелло
- Оливеротто да Фермо, властитель Фермо
- Оттавиано Фрегозо, дож Генуи

## План
К концу сентября 1502 года кардинал Джованни Баттиста Орсини находился в своём имении в Ла-Маджоне, где к нему присоединились два другие члена его семьи, Паоло и Франческо.
9 октября 1502 года туда же прибыли Джанпаоло Бальони, Антонио да Венафро, Эрмес Бентивольо, Вителлоццо Вителли, Оливеротто да Фермо и Оттавиано Фрегозо.
Собравшиеся решили снарядить армию в 700 пикинёров, 400 арбалетчиков и 5000 пехотинцев, официально объявить войну Чезаре Борджиа и следовать следующей стратегии:
- Отвоевать герцогство Урбино у Борджиа с целью его возвращения семье Монтефельтро
- Военные действия на территории Имолы по инициативе Эрмеса Бентивольо и его отца Джованни
- Военные операции на территории Пезаро и Урбино со стороны других участников

## Ход событий
Чезаре Борджиа был незамедлительно осведомлён о восстаниях в Урбино и Камерино. Реакция герцога на первое поражение его войск со стороны Вителлоццо Вителли у Кальмаццо не заставила себя ждать:
- Чезаре Борджиа заручился поддержкой французов
- Валентино удалось внести раздор и недоверие между заговорщиками, предложив отдельно каждому из них выгодные условия перемирия и побудив их выйти из только что созданного союза. Обещая никому не мстить, постепенно он завоевал доверие каждого из них, не оставляя мятежникам никакого другого выхода, кроме того, чтобы перейти к нему и подчиниться. Согласию заговорщиков пришёл конец, в результате чего Чезаре вышел из конфликта ещё более сильным, чем был до него.

## Последствия
К концу декабря 1502 года Вителлоццо Вителли окончательно сблизился с Борджиа, взяв для него город Сенигаллия. Там четверо из заговорщиков — Оливеротто да Фермо, Вителлоццо Вителли, Паоло и Франческо Орсини — согласились на встречу с герцогом. 31 декабря 1502 года кондотьеры прибыли к Чезаре на праздник в честь взятия города; герцог знал, что те не привели с собой свои войска, и приказал схватить мятежников. Оливеротто да Фермо и Вителлоццо Вителли были задушены этой же ночью Микелетто Корелья, личным палачом Чезаре.
Другие солдаты схватили Орсини, которые затем в качестве узников были доставлены в Читта-делла-Пьеве. Там их постигла та же участь.
Кардинал Джованни Баттиста Орсини был заключён в тюрьмах замка Святого Ангела в Риме, где впоследствии умер.
Лишь один из заговорщиков, Джанпаоло Бальони, сумел избежать западни. В начале 1503 года он был вынужден покинуть Перуджу под угрозой вторжения Борджиа. Однако смерть Александра VI стала причиной краха кампании Чезаре, который после этого сбежал в Наварру. Таким образом, Бальони смог вернуться в Перуджу.
Итак, Чезаре Борджиа ещё более упрочил свою репутацию человека решительного и жестокого, способного отличать врагов от друзей, карать и миловать по своему усмотрению. К 1503 году Чезаре значительно расширил папскую область, установив над ней полный контроль.